# St. Pancratius (Tubbergen)

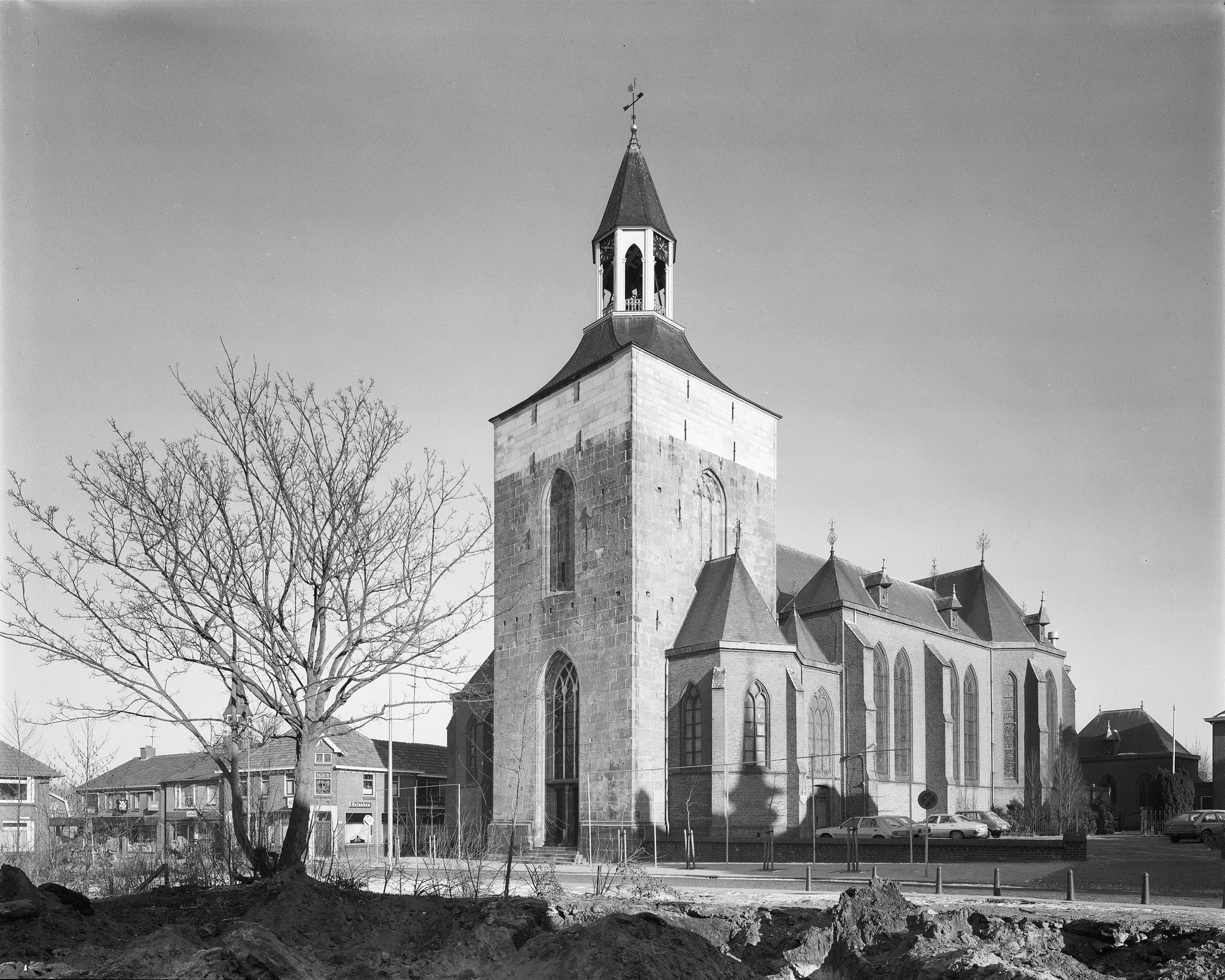
Südwestansicht der Basilika, 1982

Die Basilika Sankt Pancratius ist eine  römisch-katholische Pfarrkirche im Zentrum des niederländischen Tubbergen. Die neogotische Kirche aus dem Jahr 1897 wurde im Jahr 2000 zur Basilica minor erhoben.

## Vorgängerkirche
Traditionell gab es eine St. Pankratius gewidmete Kapelle in Tubbergen, die zur Pfarre in Ootmarsum gehörte. Diese Kapelle wurde vergrößert und ab 1576 durch Abpfarrung von Ootmarsum zur örtlichen Pfarrkirche. 1634 wurde ein Priester für Tubbergen ernannt. Trotz der weitgehend katholischen Bevölkerung wurde die Kirche in protestantische Hände übergeben. Als Louis Bonaparte, König von Holland, 1809 erfuhr, dass in Tubbergen nur 68 Protestanten auf Tausende von Katholiken kamen, ordnete er die Rückübergabe an.
Nach unzureichender Instandhaltung durch die kleine protestantische Gemeinde wurde die Kirche 1826 bis 1828 umfassend erneuert. Der schadhafte gotische Turm aus dem 16. Jahrhundert aus Bentheimer Sandstein wurde 1842 nach Sturmschaden eingekürzt. 1881 wurde eine Orgel der Utrechter Firma Maarschalkerweerd aufgebaut, die bis heute genutzt wird.

## Die neue Kirche

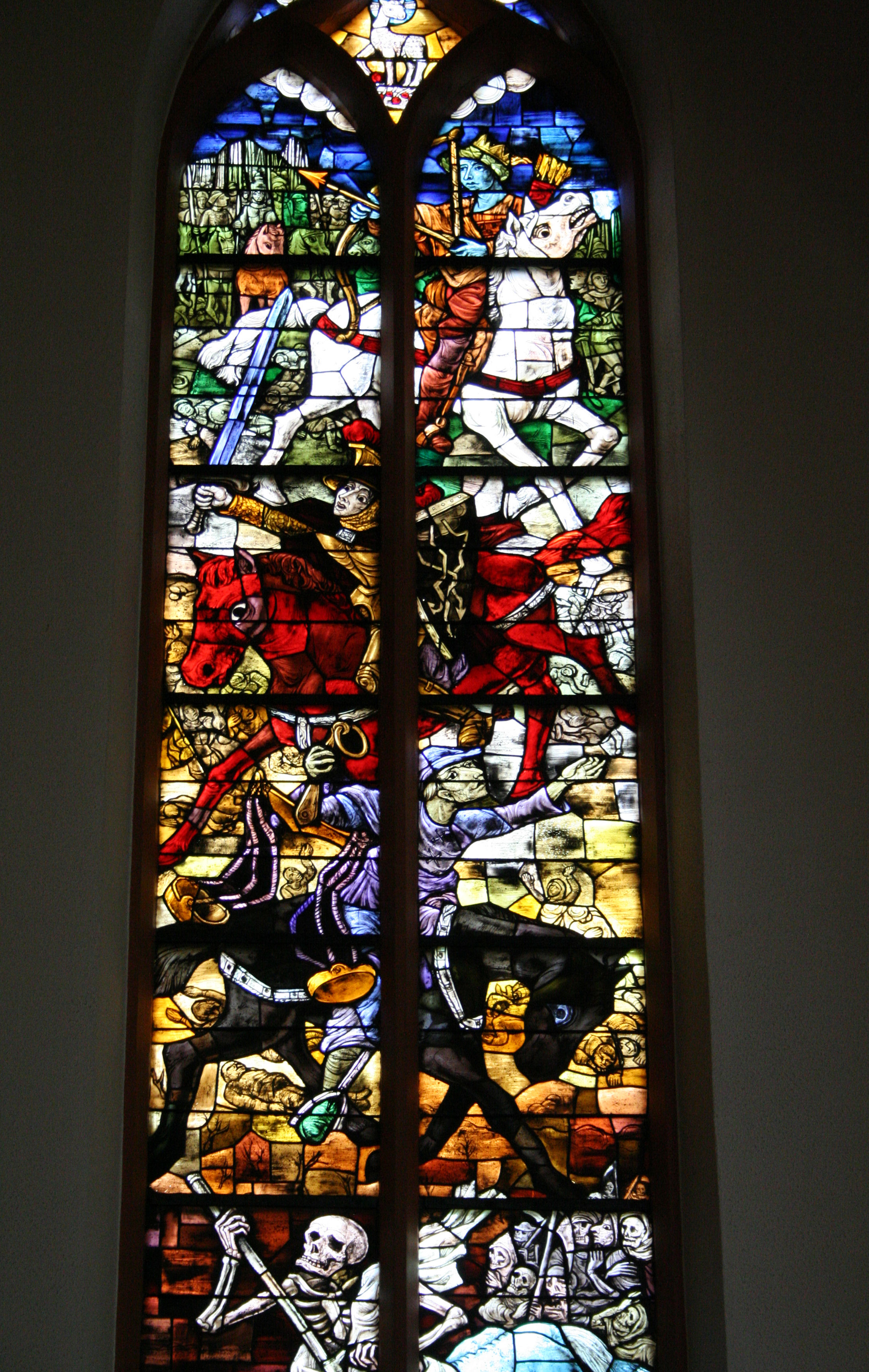
Glasfenster von Nicolas

Nach Beginn der Planungen 1893 wurde drei Jahre später die verfallende Kirche abgerissen und 1897 nach Plänen des Architekten Alfred Tepe der Neubau errichtet. Der Rest des Turms wurde beibehalten. Die Kirche wurde am 30. Juni 1897 in Gegenwart des aus Tubbergen stammenden Erzbischofs Andreas Ignatius Schaepman feierlich geweiht. Das Mittelschiff wird von zwei gleich hohen, aber schmäleren Seitenschiffen flankiert. An den Seiten des Turms befindet sich jeweils eine Kapelle.
In den Jahren 1977 und 1978 wurde der Turm restauriert und wieder auf seine ursprüngliche Höhe gebracht, wobei er auch zwei neue Glocken erhielt. Am Farbübergang der unterschiedlich stark verwitterten Steine ist heutzutage deutlich der Übergang erkennbar. 1996 wurde die alte Orgel durch eine Chororgel des gleichen Herstellers aus dem Jahr 1882 ergänzt.
Kirche und Turm sind als Rijksmonument geschützt.

## Ausstattung
Neben dem Architekten und dem Orgelbauer gehörten auch weitere Beteiligte an der bis heute erhaltenen Kirchenausstattung der St. Bernulphusgilde an. So wurden die Kanzel und der Altar von Friedrich Wilhelm Mengelberg geschaffen. Als herausragend gelten die 35 Buntglasfenstern, die von fünf aufeinander folgenden Generationen der berühmten Glasereifamilie Nicolas entworfen und gefertigt wurden.